# لوكاس غيج
لوكاس غيج (بالإنجليزية: Lukas Gage)‏ (مواليد 28 مايو 1995) هو ممثل أمريكي. لقد ظهر في المخرب الأمريكي واللوتس الأبيض وأنت ونشوة.

## الأعمال

### أفلام
| السنة | الفيلم                              | الدور        |
| ----- | ----------------------------------- | ------------ |
| 2015  | دليل الكشافة إلى زومبي نهاية العالم | ترافس        |
| 2024  | حانة على الطريق                     | بيلي         |
| 2024  | سمايل 2                             | لويس فريجولي |
| 2025  | رفيق                                | باترك        |

## وصلات خارجية
- لوكاس غيج على موقع IMDb (الإنجليزية)
- لوكاس غيج على موقع ألو سيني (الفرنسية)
- لوكاس غيج على موقع قاعدة بيانات الفيلم (الإنجليزية)